# Témoin (science)
Pour les articles homonymes, voir Témoin (homonymie).

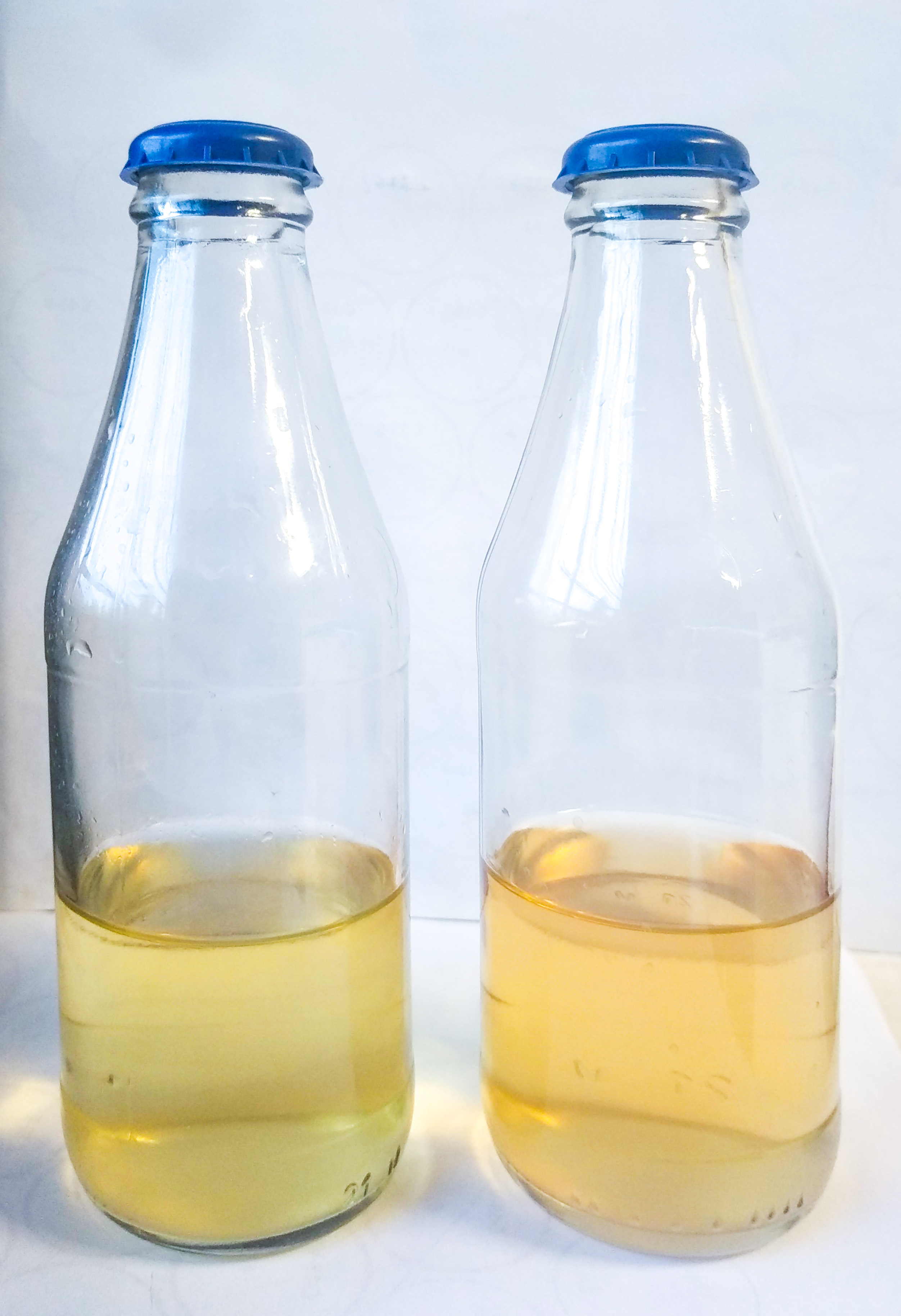
Deux échantillons de vin avec, à gauche, un échantillon ayant subit une oxydation contrôlée sur moût et, à droite, le témoin. On observe une plus forte oxydation (couleur orange) dans le témoin.

Dans une expérience scientifique, un témoin est un dispositif permettant d'isoler un facteur et de conclure sur l'action de ce facteur sur un phénomène physique ou biologique. Le témoin est nécessaire pour vérifier la probité de toute expérience scientifique. 

## Description
Dans une expérience, deux dispositifs sont mis en route. Dans l'un des deux, le facteur est présent, et dans l'autre non. Tous les autres paramètres sont en tout point identiques pour chaque manipulation. Ce facteur peut par exemple être une condition physique de l'expérience (pression, température, altitude...) ou la présence d'un élément chimique ou vivant supplémentaire.
Par exemple, pour tester les effets d'un médicament, il est important de vérifier minutieusement que les effets sont dus uniquement à la substance du médicament. Pour cela les médecins effectuent une étude en double aveugle en milieu clinique : deux groupes de patients statistiquement identiques sont comparés, sachant qu'un des groupes a reçu le médicament et l'autre a reçu un placebo. Ni les patients ni les médecins ne savent qui a reçu la substance supposée active. Chaque groupe fournit des données, dont les différences vont permettre d'isoler les effets de l'unique molécule active du médicament.